# Kibande
Kibande är ett periodiskt vattendrag i Burundi.   Det ligger i provinsen Makamba, i den södra delen av landet, 110 kilometer sydost om huvudstaden Bujumbura.
Omgivningarna runt Kibande är en mosaik av jordbruksmark och naturlig växtlighet. Runt Kibande är det ganska tätbefolkat, med 166 invånare per kvadratkilometer.